# Katholieke Staatkunde

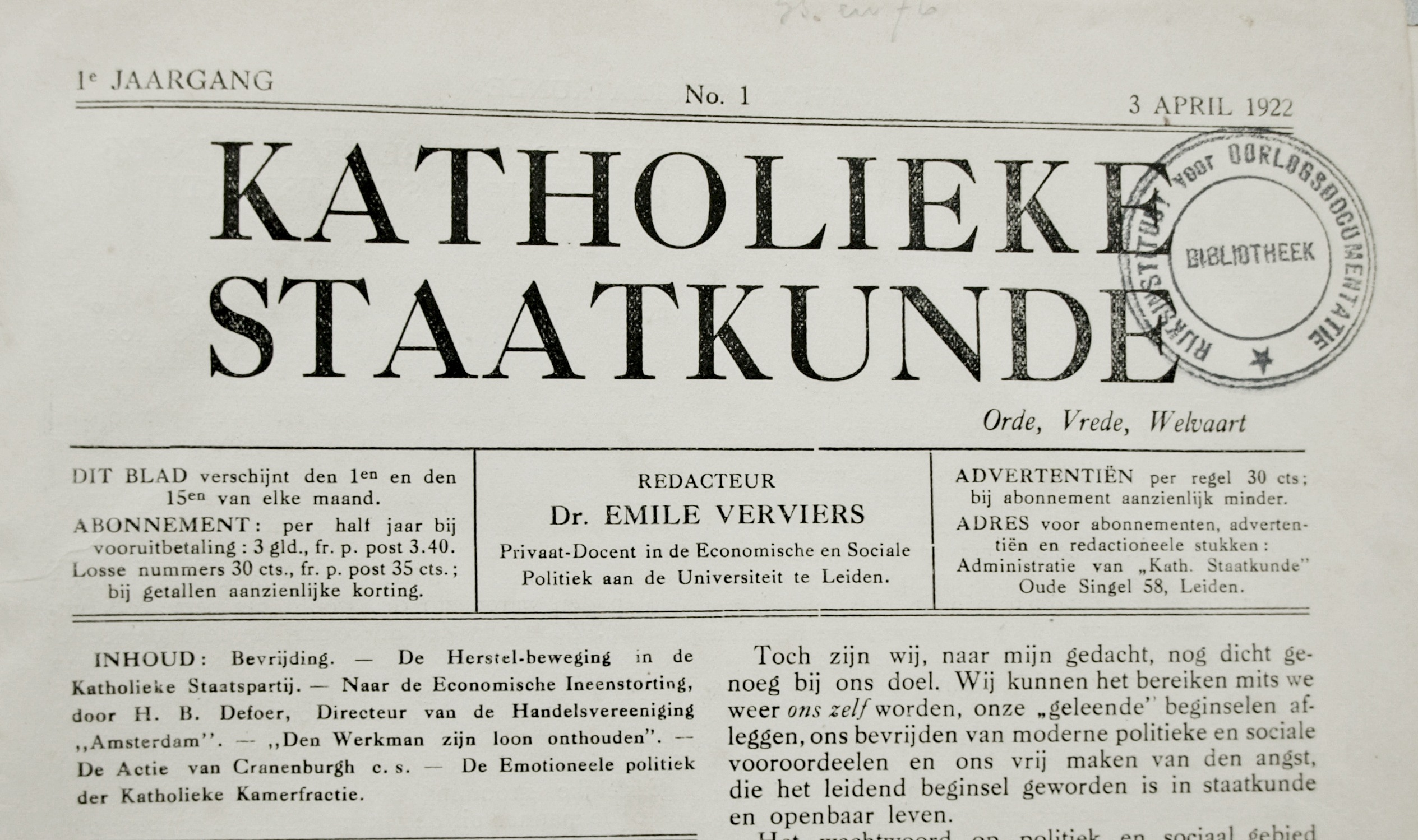
kop van Katholieke Staatkunde, 1e jrg. nr. 1

Katholieke Staatkunde was een Nederlands tijdschrift dat verscheen tussen 3 april 1922 en 27 december 1923. De redactie werd gevoerd door dr. Emile Verviers. Aanvankelijk had het een rechts-katholiek karakter; later ontwikkelde het zich tot een spreekbuis voor het opkomende fascisme in Nederland. Het tijdschrift werd opgevolgd door Opbouwende Staatkunde, dat verscheen van januari tot augustus 1924.

## Eerste jaargang
Het eerste nummer van Katholieke Staatkunde verscheen op 3 april 1922. De eerste jaargang telde in totaal 38 nummers. Nr. 38 verscheen op 29 maart 1923. De meeste afleveringen van het tijdschrift hadden 8 pagina's.
Bij het eerste nummer van de eerste jaargang wordt de redactie uitsluitend gevormd door Dr. Emile Verviers. Het blad heet dan kortweg: KATHOLIEKE STAATKUNDE (motto: Orde, Vrede, Welvaart). Het adres (“voor abonnementen, advertentiën en redactioneele stukken”) is: Administratie van “Kath. Staatkunde”, Oude Singel 58, Leiden.

Het eerste nr. telt 8 pgs. In de eerste nummers worden de pagina's doorgenummerd: nr. 12 (15 sept. 1922) is genummerd pag. 85 t/m 92. Het blad verschijnt aanvankelijk 2 maal per maand (de 1e en de 15e van elke maand).
Vanaf het allereerste begin ademt het blad een conservatief-katholieke, anti-democratische en anti-parlementaire sfeer.
In de 12e aflevering (15 sept. 1922) wordt aangekondigd dat het blad vanaf dat moment zal verschijnen als weekblad. Bovendien zal er een meerhoofdige redactie komen, zal de inhoud algemener worden en zal de exploitatie voortaan worden verzorgd door de Centrale Uitgeverij te Oisterwijk.
Vanaf nr. 13 (4 oct. 1922) luidt de titel:
KATHOLIEKE STAATKUNDE : weekblad gewijd aan staatkunde, economische en sociale wetenschappen en cultuur. (motto: orde, vrede, welvaart)

De redactie wordt vanaf dat moment gevormd door dr. P.C. de Brouwer, mr. B. van Spaendonck, dr. E. Verviers en A. Jurriaan Zoetmulder.  De Brouwer is bij nr. 18 (9 nov. 1922) alweer uit de redactie verdwenen.

Vanaf nr. 13 begint de pagina-nummering opnieuw maar daarna nummeren de pagina's ook weer door (t/m nr. 38 van 29 maart 1923: p. 201 t/m 208).

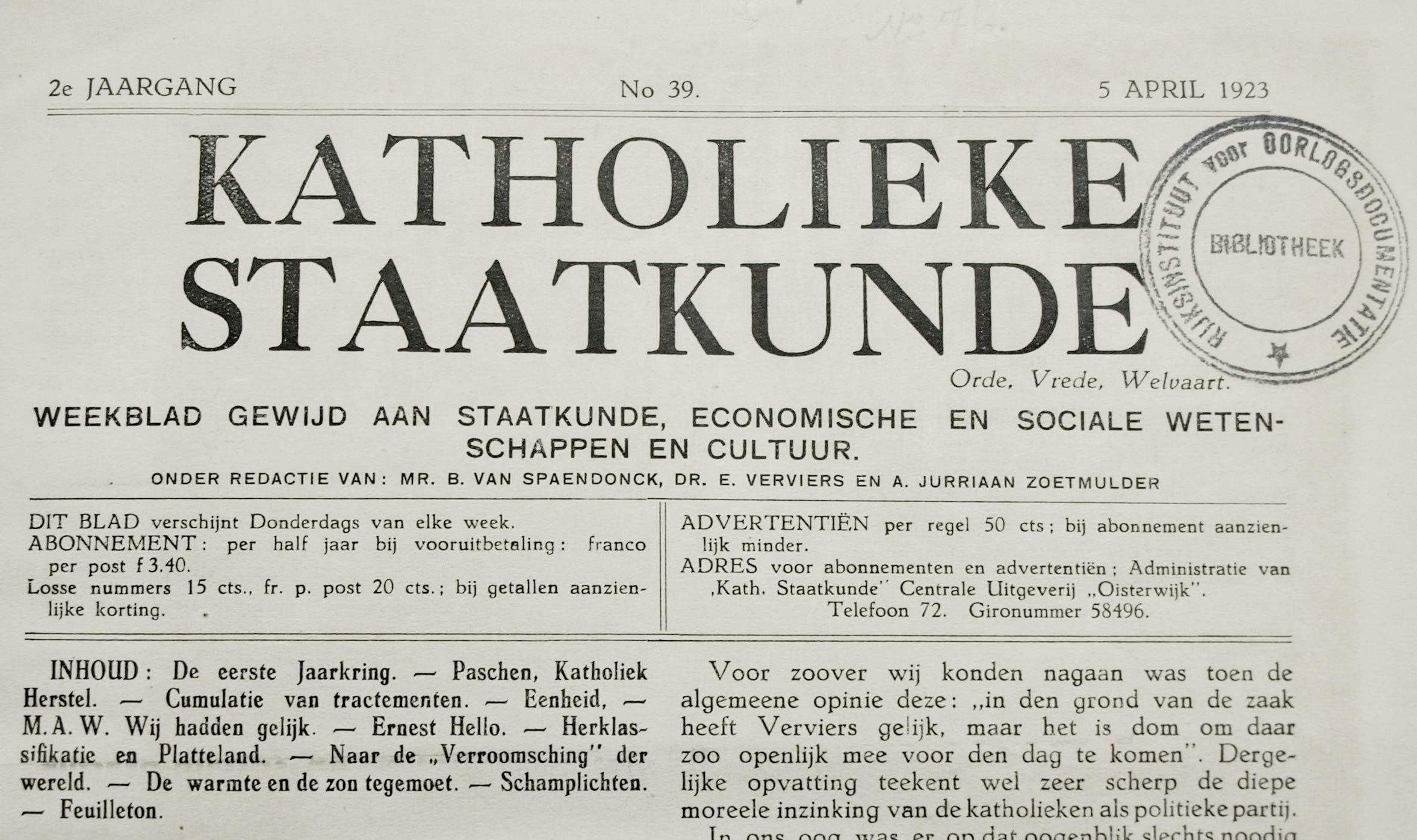
kop van Katholieke Staatkunde, 2e jrg. nr. 39

In het voorlaatste nr. van de eerste jrg. schrijft  Verviers over 'Fascisme in Nederland.' Katholieke Staatkunde  wordt hier voor het eerst uitdrukkelijk geëtaleerd als instrument voor het verspreiden van het fascistisch gedachtegoed.

## Tweede jaargang
De 2e jrg. begint met nr. 39 (5 april 1923) en nummert nog steeds door.
Vanaf nr. 41 (19 april 1923) bestaat de redactie nog slechts uit Verviers en Jurriaan Zoetmulder. Vanaf nr. 75 (13 dec. 1923, p. 509f.) is alleen Verviers nog over. In dit nummer ook een artikel getiteld 'Bisschoppelijk gezag en “Katholieke Staatkunde”' (p. 510/511) door J.J.M. Haslinghuis. 
De bisschop kan zich in het gebruik van de term “katholiek” in de titel van het tijdschrift duidelijk niet vinden...... Het laatste nr. van Katholieke Staatkunde verschijnt op 27 dec. 1923.

## Derde jaargang:Opbouwende Staatkunde
Op 3 jan. 1924 verschijnt een nieuw tijdschrift (of eigenlijk: het oude tijdschrift onder een nieuwe titel): OPBOUWENDE STAATKUNDE : weekblad gewijd aan staatkunde, economische en sociale wetenschappen en cultuur; uitgegeven door het Genootschap voor Opbouwende Staatkunde. motto: Orde Vrede Welvaart. 
Er wordt geen redactie genoemd. Wel een redactie-adres: Mevr. H. Ras-van den Eerenbeemt, te Nuland NB. Het is nog steeds een weekblad. De nummering vervolgt die van Katholieke Staatkunde: het eerste nummer draagt als aanduiding: 3e jaargang no. 78. Ook de pagina-nummering vervolgt die van de voorganger: nr. 78: pag. 537 t/m  552.

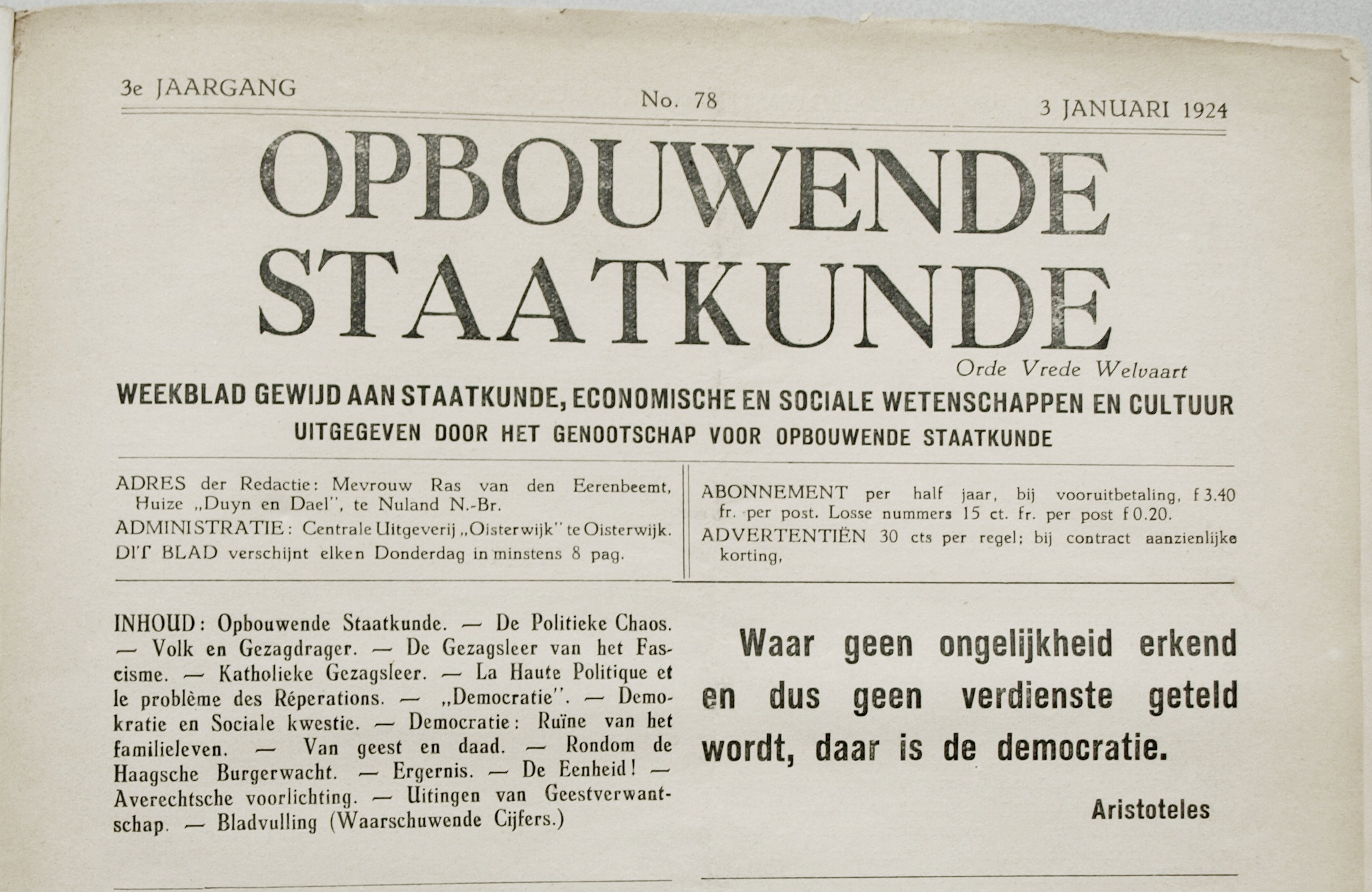
kop van Opbouwende Staatkunde, 3e jrg. nr. 78

De eerste pagina's van het “nieuwe” tijdschrift worden volgeschreven door Verviers. In het eerste artikel, 'Opbouwende staatkunde', schrijft hij over zijn gedachten, die hij tot heden onder den titel “Katholieke Staatkunde” bevorderd heeft en hij besluit: “Deze titel drukte o.i. het best den aard van ons streven uit. 
 Doch voor velen zou de naam “katholiek” tot misverstand aanleiding kunnen geven. Tot het misverstand n.l. dat ons streven iets uitstaande heeft met het bedrijf der katholieke staatspartij, of dat wij daarmee bedoelen het belang van het Roomsch-katholieke deel der bevolking. Of tot het misverstand, dat er eene bepaalde alléén zaligmakende staatkunde zou zijn. Terwijl ons toch niets vreemder is dan deze misvattingen, zooals trouwens de feiten wel reeds hebben uitgewezen!
 En daarom zetten wij onze nationale taak voort onder den iets minder kleurigen titel van “Opbouwende Staatkunde”; een titel die evenwel in onze dagen voldoende de strekking aangeeft. 
Want de gedachten van opbouw en herstel beginnen eindelijk vaardig te worden over het Nederlandsche volk. Mogen zij de nationale energie weer weten op te wekken en het aanzien van het Vaderland weer tot den ouden luister opvoeren.” (p. 538).
In nr. 79 (10 januari 1924) komt Verviers nog even aan het woord in een scheldpartij aan het adres van dhr. A.C.A. van Vuuren, toentertijd lid van de Tweede Kamer voor de Algemeene Bond van RK-kiesverenigingen, die blijkens een naschrift der redactie, pas na lange aarzeling is geplaatst.
Ook in nr. 80 (17 januari 1924) verschijnt van de hand van Verviers nog een artikel, 'Onze emotioneele sociale politiek,' over het optreden van minister Aalberse in 1918 en 1919.
In nr. 83 (7 februari 1924) bespreekt “EXSPECTANS” (pseudoniem van Wouter Lutkie) enkele lezingen van Verviers voor verschillende studentenverenigingen. In die lezingen heeft Verviers blijkbaar aangeduid dat men “het Herstel” kan bewerken door overtuiging, maar ook door geweld. EXSPECTANS legt nog maar even uit hoe we dit moeten opvatten.
Terwijl EXSPECTANS steeds meer kolommen vult, vinden we de naam van Verviers niet meer terug. Ook niet in een lijst van “werkende” leden van “Het Genootschap” in nr. 86 (28 februari 1924), p. 613. Hier wordt alleen gemeld: “Vanwege dr. Emile Verviers, had plaats de definitieve en formeele overdracht aan het Genootschap van het orgaan “Opbouwende Staatkunde”, welk weekblad door zijn stichter op de meest edelmoedige wijze, zonder eenig voorbehoud, werd afgestaan.” (p. 613)
Vanaf nr. 96 (8 mei 1924) vinden we in de kop een “Raad van REDACTIE”, t.w. Hub. Cuypers Jr. (secret.), Mr. Jos Gilissen, J.J.M. Haslinghuis, A. Maas Geesteranus en jhr. mr. Twiss Quarles van Ufford. Het redactie-adres is dan: Hub. Cuypers Jr., van Eeghenstraat 35, Amsterdam. 
In het eerste artikel van dit nummer onder de titel 'Het genootschap'  afficheert de redactie zich als spreekbuis van het “genootschap”, maar ook van een “beweging”. Een “algemeene beweging van meer negatief karakter. De algemeene anti-democratische en anti-parlementaire beweging. En zelfs de meer positieve nationalistische.” (p. 697) Er wordt nog wel gewaarschuwd dat deze beweging zich niet mag ontpoppen als een “anti-clericale beweging in den haatvollen sectarischen zin van het woord en zich niet wreke op den arbeidersklasse in onredelijken reactionnairen zin!” (id.) Er wordt gemeld dat er de laatste weken “gesloten bijeenkomsten van abonné's en vrienden (zijn) geweest te Roermond en te Leiden, waarvan geen verslag behoeft gepubliceerd te worden, doch die goede resultaten hebben opgeleverd.” (p. 698) In hetzelfde nummer neemt Wouter Lutkie, priester, alweer afscheid van het “genootschap”.
In nr. 98 (23 mei 1924) roept de redactie nog met grote letters: “Wij willen geen Spaansch of Italiaansch fascisme, noch eenzijdige reactie, wij willen een universeele en echt-Nederlandsche herstelpolitiek”. Ook roemt zij de voorgangers Verviers en Lutkie.... “opdat de geest van de leiders Verviers en Lutkie, die zich niettegenstaande het heengaan van de personen onoverwonnen handhaaft, ook in de toekomst ons blad moge bezielen.” (p. 713). 
Enkele maanden later valt echter het doek al. Op 15 augustus 1924 verschijnt nog nr. 107 van de derde jaargang (p. 793-800). Maar op 27 augustus verschijnt slechts een “BERICHT”, nl. de aankondiging dat het blad ophoudt te bestaan en zal worden voortgezet in het van 31 augustus af verschijnende weekblad De Vaderlander.  Dit bezegelt de samenwerking tussen het “Genootschap voor Opbouwende Staatkunde” en het “Verbond van Actualisten”. 